# In the Bedroom (película)
In the Bedroom es una película estadounidense de 2001 dirigida por Todd Field, en su debut como realizador, sobre un guion escrito por Rob Festinger. La película se basa en el relato Killings (Asesinatos en español) de Andre Dubus, autor al cual el filme está dedicado.
La cinta está protagonizada por Tom Wilkinson, Sissy Spacek, Marisa Tomei y Nick Stahl en los roles principales.

## Sinopsis
La película transcurre en una pequeña ciudad costera de Maine, EE. UU.. El joven estudiante de arquitectura Frank Fowler, que está pasando allí con sus padres las vacaciones de verano, se enamora de Natalie, una joven madre de dos niños pequeños. Se plantea si debe volver tras el verano a la Universidad o si no sería más feliz quedándose algún tiempo en la pequeña ciudad con Natalie, ganándose la vida como pescador de langostas como hizo su abuelo y como ha estado haciendo durante el verano. A esta relación se oponen sus padres, Matt Flower, un médico que vive desde siempre en su ciudad natal y especialmente su madre, Ruth Flower, una profesora que se dedica a la música alternativa. A su vez, cuando el exmarido de Natalie, Richard, que es el violento e inmaduro hijo del dueño de la industria conservera donde trabaja Frank, se entera de la relación, la vida de este grupo de sencillas personas oriundas del tranquilo y apacible pueblo de Maine se verán afectadas de manera inesperada y, también, dolorosa.

## Reparto
- Tom Wilkinson como Matt Fowler.
- Sissy Spacek como Ruth Fowler.
- Nick Stahl como Frank Fowler.
- Marisa Tomei como Natalie Strout.
- William Mapother como Richard Strout.
- Celia Weston como Katie Grinnel.
- Karen Allen como Marla Greyes.
- William Wise como Willis Grinnel.
- Justin Ashforth como Tim Bryson.
- Camden Munson como Jason Strout.
- Veronica Cartwright como ministra en televisión.

## Recepción de la crítica
Roger Ebert de Chicago Sun Times la calificó con cuatro estrellas (sobre cuatro) y expresó: "envuelve amor y violencia. Es una de las películas mejores dirigidas del año" y añadió: "cada interpretación posee un tono perfecto en su respectivo rol".
Stephen Holden de The New York Times la elogió diciendo: "cuando una película es profundamente tranquila como lo es In the Bedroom, se la vive y se la siente de una forma casi milagrosa. Como sí fuera una brillante pieza de arte que se desliza por debajo del radar y el campo minado de lo comercial".
A su vez, David Edelstein de Slate la consideró la mejor película del año diciendo: "es la mejor película de los últimos años, la más sugestiva, la más misteriosa, y la más desconsoladamente devastadora".

## Premios
Premios Óscar
| Año  | Categoría               | Persona                  | Resultado  |
| ---- | ----------------------- | ------------------------ | ---------- |
| 2002 | Mejor película          |                          | Candidata  |
| 2002 | Mejor actriz            | Sissy Spacek             | Candidata  |
| 2002 | Mejor actor             | Tom Wilkinson            | Candidato  |
| 2002 | Mejor actriz de reparto | Marisa Tomei             | Candidata  |
| 2002 | Mejor guion adaptado    | Rob Festinger Todd Field | Candidatos |

Globos de Oro
| Año  | Categoría               | Persona      | Resultado |
| ---- | ----------------------- | ------------ | --------- |
| 2001 | Mejor película-drama    |              | Candidata |
| 2001 | Mejor actriz-drama      | Sissy Spacek | Ganadora  |
| 2001 | Mejor actriz de reparto | Marisa Tomei | Candidata |

Premios BAFTA
| Año  | Categoría    | Persona       | Resultado |
| ---- | ------------ | ------------- | --------- |
| 2001 | Mejor actor  | Tom Wilkinson | Candidato |
| 2001 | Mejor actriz | Sissy Spacek  | Candidata |

Premio del Sindicato de Actores
| Año  | Categoría     | Persona       | Resultado |
| ---- | ------------- | ------------- | --------- |
| 2001 | Mejor actor   | Tom Wilkinson | Candidato |
| 2001 | Mejor actriz  | Sissy Spacek  | Candidata |
| 2001 | Mejor reparto |               | Candidata |

Independent Spirit Awards
| Año  | Categoría         | Persona                  | Resultado  |
| ---- | ----------------- | ------------------------ | ---------- |
| 2001 | Mejor actor       | Tom Wilkinson            | Ganador    |
| 2001 | Mejor actriz      | Sissy Spacek             | Ganadora   |
| 2001 | Mejor guion       | Todd Field Rob Festinger | Candidatos |
| 2001 | Mejor ópera prima | Todd Field               | Ganador    |